# Amine Gemayel
Amine Pierre Gemayel (Bikfaya, 22 de janeiro de 1942) foi presidente do Líbano de 1982 a 1988. A  família Gemayel é uma destacada família política maronita com atividade política no Líbano desde a década de 1930.